# رود تیگودا
رود تیگودا (انگلیسی: Tigoda) یک رودخانه در استان لنینگراد کشور روسیه است.